# Suore francescane dell'Immacolata Concezione (Glasgow)
Le Suore Francescane dell'Immacolata Concezione (in inglese Franciscan Sisters of the Immaculate Conception; sigla O.S.F.) sono un istituto religioso femminile di diritto pontificio.

## Storia
Nel 1846 Peter Forbes, sacerdote di Glasgow, visitò il monastero delle terziarie francescane di Tourcoing, in Francia, e chiese alle religiose a fondare una comunità anche nella sua città: accolsero l'invito Adelaide Vaast e Veronica Cordier, che giunsero in Scozia nel 1847.
Forbes, però, non aveva fatto alcun preparativo per il loro arrivo e poco tempo dopo il suo arrivo, nel 1849, madre Vaast si ammalò di tifo e morì. Madre Cordier, con l'appoggio di Alexander Smith, vescovo coadiutore di Glasgow, aprì una scuola e riunì una comunità di aspiranti religiose: il 16 luglio 1851 le prime otto postulanti emisero i voti.
Le suore ricevettero la loro regola, redatta dal vescovo Smith e basata su quella del monastero di Tourcoing, nel 1854: poiché era la prima regola presentata alla Santa Sede per l'approvazione dopo la proclamazione del dogma dell'Immacolata Concezione, papa Pio IX volle che a tale mistero mariano ci fosse un riferimento nel titolo dell'istituto.
Nel 1865 una suora dell'istituto, Ignazia Hayes, lasciò la congregazione per dedicarsi alle missioni in Giamaica e fondò le missionarie francescane dell'Immacolata Concezione.
L'istituto è aggregato all'ordine dei frati minori dal 17 agosto 1866 e le sue costituzioni furono approvate da papa Pio IX nel 1867.

## Attività e diffusione
Le suore si dedicano all'educazione della gioventù.
Oltre che nel Regno Unito, sono presenti alle Barbados, in Irlanda, Italia, Kenya, Nigeria e Stati Uniti d'America; la sede generalizia è a Glasgow.
Alla fine del 2015 l'istituto contava 138 religiose in 39 case.